# FC Germania Karlsdorf
Der Fußballclub Germania 06 Karlsdorf e.V. ist ein Fußballverein aus dem Ortsteil Karlsdorf der Gemeinde Karlsdorf-Neuthard in Baden-Württemberg, der 1906 gegründet wurde. Überregional war er in den 1930er Jahren erfolgreich und spielte 1934/35 in der seinerzeit höchsten Spielklasse, der Gauliga Baden. Seit der Saison 2017/18 spielt die erste Mannschaft in der Kreisliga im Fußballkreis Bruchsal.

## Geschichte
Die Mannschaft des am 6. September 1906 unter dem heutigen Namen gegründeten Vereins spielte nur kurze Zeit überregional eine bedeutende Rolle. Im Spieljahr 1933/34 wurde der FC Germania zunächst Meister der Fußball-Bezirksklasse Mittelbaden und in den anschließenden Ausscheidungsspielen auch Meister aller Badischen Bezirksligen. Damit war der Aufstieg in die Gauliga Baden perfekt. Das damals kaum 2000 Einwohner zählende Karlsdorf im Kreis Bruchsal war damit eine der kleinsten Gemeinden, die jemals in der jeweils höchsten deutschen Spielklasse vertreten waren. Dass der FC Germania in der Spielrunde 1934/35 darüber hinaus mit ausschließlich einheimischen Spielern antrat, war eine weitere, bemerkenswerte Leistung. In den 18 Spielen gegen so namhafte Gegner wie Karlsruher FV, die späteren zum KSC fusionierenden Phönix Karlsruhe und VfB Mühlburg, gegen VfR Mannheim, SV Waldhof oder den Freiburger FC erwies sich der FC Germania allerdings als chancenlos und stieg als Vorletzter umgehend wieder ab.
In den 1960er und 1970er Jahren spielte der FC Germania Karlsdorf zeitweise in der zweithöchsten Amateurspielklasse und wurde 1964/65 Staffelmeister in der 2. Amateurliga Mittelbaden; in der Aufstiegsrunde zum nordbadischen Amateur-Oberhaus scheiterten die Karlsdorfer allerdings knapp.
In der jüngeren Vergangenheit spielte der FC Germania Karlsdorf in den Ligen des Fußballkreises Bruchsal, in der Spielzeit 2013/14 in der Kreisklasse A, die zweite Mannschaft spielt in der Kreisklasse C. 2015 haben sowohl die A-Junioren und als auch die C-Junioren den Kreispokal gewonnen.

## Spielstätte
Der FC Germania spielte nach seiner Gründung zunächst auf dem örtlichen Dragoner-Exerzierplatz. 1933 erfolgte die Einweihung des Vereinsgeländes Lußhardt im Forster Wald. 1955 bezog man das heutige Areal an der Kohlfahrtstraße im Ortszentrum.

## Ehemalige Spieler
Der spätere Waldhof-Profi der 1980er Jahre, Dieter Schlindwein, stammt aus Karlsdorf und spielte in der Jugend des FC Germania.
Auch Sebastian Schiek, der für den KSC in der 2. Bundesliga im Einsatz war, stammt aus Karlsdorf und spielte in der Jugend des Vereins. Mittlerweile ist er bei der SG Sonnenhof Großaspach unter Vertrag.